# Czesław Marek
Czesław Marek, né le 14 septembre 1891 à Przemyśl – mort le 17 juillet 1985 à Zurich, est un pianiste, professeur et compositeur polonais. Il s’est établi en Suisse durant la Première Guerre mondiale.

## Biographie
Né d'un père avocat mélomane et d'une mère soprano , il étudie le piano dès 1900 avec Hildegarda Schindler, puis avec Fryderyka Morecka, et Stanislaw  Glowacki, avant d'entrer en 1908 au Conservatoire de Lviv avec comme professeur de piano Natalja Loewenhof  et pour l'harmonie Stanislaw Nieviadomski. C'est à Vienne au Imperial and Royal Academy of Musik qu'il poursuivit ses études avec Paule de Conne, et prit des leçons privées de piano avec Theodor Leszetycki, professeur d'Ignacy Paderewski et Arthur Schnabel, et la composition avec Karl Weigl. En 1915 il s'installa définitivement à Zurich et se maria avec la violoniste Claire Hofer, avant de prendre en 1932 la citoyenneté suisse. 

## Source
- (en) Cet article est partiellement ou en totalité issu de l’article de Wikipédia en anglais intitulé « Czesław Marek » (voir la liste des auteurs).

Notice du CD du label Guild